# Den kære familie
 Ikke at forveksle med filmen fra 1913: Den kære Familie.
Den kære familie er en dansk (svensk) komediefilm fra 1962, der skildrer 1890'ernes København.
Baseret på Gustav Esmanns komedie med samme titel, som opførtes på Det kongelige Teater fra 1892 (med Olaf Poulsen som grosserer Friis og Johannes Guldbrandsen som hans flabede søn Jacob).
- Manuskript Arvid Müller.
- Instruktion Erik Balling.

## Medvirkende
- Gunnar Lauring
- Lise Ringheim
- Helle Virkner
- Ghita Nørby
- Ole Søltoft
- Bjørn Watt Boolsen
- Jarl Kulle
- Ebbe Langberg
- Henning Moritzen
- Keld Markuslund
- Buster Larsen
- Lily Broberg
- Susse Wold
- Karl Stegger
- Lone Hertz
- Ejner Federspiel
- Louis Miehe-Renard
- Lotte Tarp
- Poul Thomsen
- Ole Dixon

## Eksterne links
- Den kære familie på Internet Movie Database (engelsk)
- Den kære familie på Filmdatabasen
- Den kære familie på danskefilm.dk
- Den kære familie på danskfilmogtv.dk
- Den kære familie i Svensk Filmdatabas (svensk)
- Den kære familie på MovieMeter (nederlandsk)
- Den kære familie hos British Film Institute (engelsk)
- Den kære familie på The Movie Database (engelsk)